# Первый независимый
Первый независимый (укр. Перший незалежний) — бывший украинский информационный телеканал, чьим неофициальным владельцем полагают политика Виктора Медведчука (через связанного с ним Тараса Козака). Канал был формально создан 1 ноября 2019 года как информационный, но в течение первых двух лет он так и не начал полноценного вещания и по-настоящему заработал только в феврале 2021 года, после того как его выкупил медиахолдинг Медведчука «Новости» ввиду запрета Офисом Президента Украины Владимира Зеленского в вещании трём медийным платформам: «NewsOne», «Zik» и «112 Україна».

## История
Канал был создан 1 ноября 2019 года. Национальный совет по телевидению и радиовещанию года выдал лицензию на вещание ещё 17 января 2019 года. Он считался львовским региональным каналом, хотя его эфир и студия создавались в Киеве. 1 ноября 2019 года канал начал спутниковое вещание в формате новостных сюжетов с мужской и женской начитками. Руководителем и владельцем канала был бывший генеральный продюсер канала «НТА» Роман Любицкий.
В первые 2 года своего существования канал фактически никогда не работал как полноценный информационный телеканал и вероятно создавался исключительно ради дальнейшей перепродажи: на протяжении первых двух лет своего существования периодически канал вообще не работал, а в те периоды когда он таки работал, до перепродажи канала в феврале 2021 года, весь контент вещателя делали всего лишь три человека из окружения экс-владельца канала Романа Любицкого вероятно канал чтобы хоть что-то выдавал, и его не отключил Нацсовет по ТВ и радио; после продажи канала Медведчуку в феврале 2021 года все эти три человека, которые ранее производили для него контент больше не имели никакого отношения к работе переформатирующегося канала.
25 февраля 2021 года руководство и журналисты запрещенных телеканалов медиахолдинга «Новости», принадлежащая народному депутату от партии ОПЗЖ Тарасу Козаку, приобрело телеканал у Романа Любицкого и на следующий день в 18:00 провели перезапуск.
25 февраля 2021 года ВО «Свобода» отметили недопустимость сотрудничества с коллаборантами, проинформировав об исключении Любицкого из партии.
26 февраля 2021 года в ООО «Тайм Медиа», владеющая торговой маркой канала, сменился руководитель — вместо Любицкого им стал Павел Егорычев, директор ООО «Новый формат ТВ» и глава ООО «ТВ Выбор», входящих в медиагруппу ООО «Медиахолдинг Новости» Тараса Козака.
Канал, как и другие каналы, откуда к нему перешли бывшие журналисты, связан с Тарасом Козаком и другим политиком и олигархом Виктором Медведчуком. После продажи бывший владелец Роман Любицкий заявил, что не имеет никакого отношения к ООО «Медиахолдинг новости» и работникам телеканалов Медведчука. На канал перешло около 100 работников каналов Медведчука, создав ООО с уставным капиталом 100 гривен.
26 февраля 2021 года команда «каналов Медведчука» сообщила, что вещание телеканала было выключено на спутнике. В тот же день на вопрос журналистов относительно законности вещания канала, секретарь СНБО Алексей Данилов сказал, что запреты возможны в случае повторных нарушений.
1 марта 2021 года команда медиахолдинга «Новости» сообщила, что вещание телеканала было выключено IPTV/OTT/кабельным распространителем «Ланет». «Ланет» расторг договор о сотрудничестве с каналом в связи с изменением конечного бенефициара телеканала
28 декабря 2021 в 23:36 вещание спутниковой версии с начиткой сюжетов новостей было выключено на спутнике «Astra 4A».
В ночь на 4 февраля 2022 года You-tube удалил каналы Первого независимого и UkrLive. Блокировке также подверглись «Телеканал ZIK», «NEWSONE 112», «Украина Перший Незалежний» и все информационные площадки ЛНР и ДНР..